# Comité national d'action laïque
Le Comité national d'action laïque - CNAL - est une association française issue d'associations et de syndicats français du monde de l'éducation. Fondé en 1953, elle a pour but la défense et la promotion de l'école publique et de la laïcité en France.

## Composition et fonctionnement

### Organisations constitutives
Il est composé de cinq organisations :
- les délégués départementaux de l'Éducation nationale (DDEN) ;
- la Fédération des conseils de parents d'élèves (FCPE) ;
- la Ligue de l'enseignement ;
- l'UNSA Éducation ;
- le Syndicat des enseignants-UNSA (enseignants de l'UNSA)[1]

### Principes de fonctionnement
Le Comité national d'action laïque fonctionne selon deux principes fondamentaux :
- La présidence du CNAL est assurée de manière tournante chaque année par chacune des organisations membres.
- Au sein du CNAL, les décisions sont prises à l'unanimité.

Le CNAL est hébergé dans les locaux du SE-UNSA, qui s'est substitué au Syndicat national des instituteurs, qui assume par tradition le secrétariat général du CNAL.

### Les secrétaires généraux du CNAL
- 1953 à 1969 : Clément Durand, à la mémoire duquel on doit associer celle de Jean Cornec, président-fondateur de la Fédération des conseils de parents d'élèves (FCPE)
- 1969-1980 : Michel Lasserre ;
- 1980-1987 : Michel Bouchareissas[2]
- 1987-1995 : Émile Gracia[3] ;
- 1995-2001 : Patrick Gonthier ;
- 2001-2006 : Jean-Louis Biot ;
- 2006-2012 : Laurent Escure ;
- 2012-2013 : Éric Pédeboscq ;
- 2013-2017 : Céline Rigo ;
- Depuis 2017 : Rémy Sirvent

### Relais locaux
Dans les départements, des Comités Départementaux d'Action Laïque (CDAL) relaient l'action du CNAL. Ils fonctionnent selon les mêmes principes que le comité national.
Des Observatoires de la laïcité, structures associatives sans rapport avec l'Observatoire de la laïcité (commission consultative auprès du Premier ministre), ont été mis en place dans des régions et des départements pour défendre l'école publique et la laïcité en s'adressant aux élus, en particulier dans le cadre de la préparation des budgets. Les observatoires sont ouverts à d'autres organisations que celles composant le CNAL.

## Histoire
L'association est fondée en 1953. En 1960 le CNAL lance une pétition qui recueille plus de 10 millions de signatures contre l'application de la loi Debré sur le financement public de l'école privée.
En 1972, le CNAL organise un grand colloque national sur la nationalisation démocratique de l'enseignement avec la participation des centrales ouvrières (CGT, CFDT, CGT-FO), des partis politiques de gauche, du Grand Orient de France et d'autres associations philosophiques ou groupements soutenant son action. Ce projet prévoit à la fois la nationalisation de l'enseignement privé sous contrat d'association mais définit également la volonté d'organiser une gestion démocratique tripartite de l'Éducation nationale (Administration, Parents, Personnels). C'est notamment une réponse à la loi Pompidou de 1971 qui pérennise le contrat simple institué par la loi Debré de 1959.
En 1983-84 le CNAL organise et soutient des manifestations dans les départements en faveur du projet de loi Savary de mise en place d'un service public unifié et laïque de l'Éducation.
Le 16 janvier 1994, le CNAL organise la manifestation à Paris faisant suite à la loi Bourg-Broc autorisant le financement des investissements de l'enseignement privé. La loi, votée en séance de nuit par l'Assemblée nationale, avait finalement été invalidée par le Conseil constitutionnel (Décision 93-929 DC du 13 janvier 1994). La mobilisation fut importante (entre 260000 selon la PP de Paris et un million de personnes selon l'association),.

## Publications
Le CNAL publie régulièrement La lettre des Observatoires qui se fait l'écho des mobilisations locales des militants laïques.